# 佐賀デジタルネットワーク
佐賀デジタルネットワーク株式会社（さがデジタルネットワーク）は、佐賀県内のケーブルテレビ事業者が共同出資して設立された、デジタルテレビジョン放送配信・インターネット接続支援を行う会社。佐賀シティビジョン社に事業所を置く。

## 概要
佐賀県は他県のテレビ局を直接受信できるエリアを多く抱えているが、地元民放テレビ局がサガテレビしかなく、早くから県外の民放テレビ局を視聴するためにケーブルテレビ事業者が作られ、サービスを行っていた。
しかし、テレビ放送が2011年までにデジタル転換するにあたって、転換に伴う施設更新の費用負担が各社の経営を圧迫する恐れがあった。加えてデジタル放送については、合理性がある地域の特殊事情がない限り区域外再放送は一切認めないという方針が出されていたため、佐賀県内では「テレビが見られなくなる」という不安の声が上がっていた。
こうした声を受け、デジタル放送の配信事業を共同で行うことでケーブルテレビ各社の負担を軽減するとともに、県内全域で地上波民放を従来通り視聴できるようにするため、県も関与の上で県内の事業者が共同出資して会社が設立した。同社は現在も県内の全ケーブルテレビ事業者に出資参加を呼び掛けている。
配信の方式としては日本デジタル配信のシステムを採用している。またネットワークインフラは佐賀県が整備した公共ネット回線を借りているが、これを利用して加盟各社のインターネット接続業務を支援しており、最近各社は通信速度の高速化を図っている。そうしたこともあってか、県が行う高度情報化政策に協力している。
自主制作チャンネルは県内共通の「県民チャンネル」となっており、佐賀県もこのチャンネルを使って県政情報を流している。
2007年には、2007青春・佐賀総体の競技ダイジェストを、この「県民チャンネル」を使って各局に配信した。
また2008年には、県が実施したWiMAXを使ったインターネット接続実験にもパートナーとして参加した。
現在は、一部株主会社とともに特定非営利活動法人公共デザインイニシアティブ（こうきょうデザインイニシアティブ。2020年よりNetComさが（ネットコムさが）から名称変更。）のメンバーとなっており、佐賀県の高度情報化に向けた活動を続けている。

## 出資・回線を接続している事業者
エリアは佐賀県内の分のみを掲載。
| 社名                       | サービスエリア                                                                                | サービスエリア   | 備考                 |
| 社名                       | 全域で提供                                                                                    | 一部で提供       | 備考                 |
| -------------------------- | --------------------------------------------------------------------------------------------- | ---------------- | -------------------- |
| 佐賀シティビジョン         | 佐賀市旧市域・旧久保田町域、神埼市 小城市（旧三日月町、旧牛津町、旧芦刈町及び旧小城町の一部） | 神埼郡吉野ヶ里町 | 本社設置場所         |
| CRCCメディア               | 鳥栖市、三養基郡みやき町                                                                      |                  | 本社は福岡県久留米市 |
| 多久ケーブルメディア       | 多久市                                                                                        |                  |                      |
| 唐津ケーブルテレビジョン   | 唐津市（呼子町・鎮西町地域を除く）                                                            |                  |                      |
| ネットフォー               | 唐津市呼子町・鎮西町、東松浦郡玄海町                                                          |                  |                      |
| 伊万里ケーブルテレビジョン | 伊万里市                                                                                      |                  |                      |
| 西海テレビ                 | 伊万里市山代地域                                                                              |                  |                      |
| 有田ケーブル・ネットワーク | 西松浦郡有田町                                                                                | 武雄市山内町     |                      |
| ケーブルワン               | 武雄市（旧市域及び旧北方町）、 杵島郡大町町、同江北町、同白石町                               |                  |                      |
| ネット鹿島                 | 鹿島市                                                                                        |                  |                      |
| 藤津ケーブルビジョン       | 嬉野市塩田町、藤津郡太良町、 杵島郡白石町（旧有明町）、小城市小城町                           | 鹿島市           |                      |
| テレビ九州                 | 嬉野市嬉野町                                                                                  | 武雄市山内町     |                      |

## 配信を行っているチャンネル

### 地上波系列別再送信局
| NHK-G   | NHK-E   | NNN/NNS  | ANN          | JNN         | TXN         | FNN/FNS                 | JAITS |
| ------- | ------- | -------- | ------------ | ----------- | ----------- | ----------------------- | ----- |
| NHK佐賀 | NHK佐賀 | 福岡放送 | 九州朝日放送 | RKB毎日放送 | TVQ九州放送 | サガテレビ テレビ西日本 |       |

Cチャンネルは日本デジタル配信のシステムを採用しているが、帯域の関係により全てを配信しているわけではない。またテレビの完全デジタル化、ハイビジョン化によりアイ・ヒッツから新システムに移行している。
- 局により一部チャンネルは、提供条件の変更等により、2010年3月31日で配信停止。その他HD化による変更あり。
- ※は個別に契約が必要なチャンネル。
- それぞれの代表チャンネルのみ記載。「D」は地上波系統、「BS」はBS衛星放送系統。

| チャンネル   | チャンネル   | 放送局                                       | 備考                                             |
| HD配信       | SD配信       | 放送局                                       | 備考                                             |
| ------------ | ------------ | -------------------------------------------- | ------------------------------------------------ |
| D011-0       | D011-0       | NHK佐賀総合                                  |                                                  |
| D021         | D021         | NHK佐賀 Eテレ                                |                                                  |
| D031         | D031         | SAGATV サガテレビ                            |                                                  |
| D041         | D041         | RKB毎日放送                                  |                                                  |
| D051         | D051         | FBS 福岡放送                                 |                                                  |
| D011-1       | D011-1       | KBC 九州朝日放送                             | 大抵の配信先ではボタン「6」に設定                |
| D071         | D071         | TVQ九州放送                                  |                                                  |
| D081         | D081         | TNC テレビ西日本                             |                                                  |
| D111 D121    | D111 D121    | 各事業者の自主放送                           |                                                  |
| BS101(BS1)   | BS101(BS1)   | NHK BS                                       |                                                  |
| BS141(BS4)   | BS141(BS4)   | BS日テレ                                     |                                                  |
| BS151(BS5)   | BS151(BS5)   | BS朝日                                       |                                                  |
| BS161(BS6)   | BS161(BS6)   | BS-TBS                                       |                                                  |
| BS171(BS7)   | BS171(BS7)   | BSテレ東                                     |                                                  |
| BS181(BS8)   | BS181(BS8)   | BSフジ                                       |                                                  |
| BS191(BS9青) | BS191(BS9青) | WOWOWプライム※                               | BS再編前は「デジタルWOWOW」                      |
| BS192(BS9赤) | BS192(BS9赤) | WOWOWライブ※                                 | BS再編前は「デジタルWOWOW2」（マルチ編成）       |
| BS193(BS9緑) | BS193(BS9緑) | WOWOWシネマ※                                 | BS再編前は「デジタルWOWOW3」（マルチ編成）       |
| BS200(BS10)  |              | BS10                                         |                                                  |
| BS201(BS10)  |              | BS10スターチャンネル※                        |                                                  |
| BS211(BS11)  | BS211(BS11)  | BS11                                         |                                                  |
| BS222(BS12)  | BS222(BS12)  | BS12 トゥエルビ                              |                                                  |
| BS231        | C274         | 放送大学テレビ                               | 過去「C019」で配信されていた時代があった         |
| BS260        |              | J:COM BS                                     |                                                  |
| BS265        |              | BSよしもと                                   |                                                  |
| BS910        | BS910        | ウェザーニュース                             | 2016年9月配信終了                                |
| C018         | C018         | SDN県民チャンネル1                           | もともとのオリジナルチャンネル                   |
| C019         | C019         | SDN県民チャンネル2                           | 後から追加された                                 |
| C090         | C256         | ディスカバリーチャンネル                     |                                                  |
| C091         | C283         | ザ・シネマ                                   | 2010年4月配信開始                                |
| C092         | C231         | スーパー!ドラマTV                            |                                                  |
| C093         | C233         | FOX                                          |                                                  |
| C094         | C215         | J SPORTS 4※                                  | 2010年4月配信開始 2011年9月まで「J sports Plus」 |
| C106         |              | スポーツライブ+                              |                                                  |
| C122         | C220         | ムービープラス                               |                                                  |
| C123         | C235         | 女性チャンネル♪LaLa TV                       |                                                  |
| C125         | C221         | 日本映画専門チャンネル                       |                                                  |
| C127         | C226         | 衛星劇場※                                    |                                                  |
| C128         |              | Dlife                                        | 2020年3月閉局                                    |
| C129         |              | ディズニーXD                                 | 2021年1月閉局                                    |
| C130         |              | ディズニージュニア                           |                                                  |
| C135         | C248         | チャンネル銀河                               |                                                  |
| C136         | C245         | テレ朝チャンネル1 ドラマ・バラエティ・アニメ |                                                  |
| C137         | C288         | フジテレビNEXT ライブ・プレミアム※           |                                                  |
| C138         | C282         | フジテレビONE スポーツ・バラエティ           |                                                  |
| C139         | C281         | フジテレビTWO ドラマ・アニメ                 |                                                  |
| C140         | C271         | ショップチャンネル                           |                                                  |
| C142         | C259         | ナショナル ジオグラフィック                  |                                                  |
| C144         | C238         | TBSチャンネル1                               |                                                  |
| C145         | C276         | 釣りビジョン                                 |                                                  |
| C146         | C212         | GAORA                                        |                                                  |
| C147         | C211         | スカイA                                      |                                                  |
| C148         | C232         | アクションチャンネル                         |                                                  |
| C149         | C241         | アニマックス                                 |                                                  |
| C151         | C222         | 映画・チャンネルNECO                         |                                                  |
| C156         | C262         | スペースシャワーTV                           |                                                  |
| C158         | C210         | J SPORTS 3                                   | 2011年9月まで「J sports ESPN」                   |
| C159         | C234         | 時代劇専門チャンネル                         |                                                  |
| C160         | C280         | MONDO TV                                     |                                                  |
| C163         | C242         | キッズステーション                           |                                                  |
| C164         | C285         | グリーンチャンネル※                          |                                                  |
| C165         | C286         | グリーンチャンネル2※                         |                                                  |
| C166         | C218         | 日テレジータス                               |                                                  |
| C167         | C217         | ゴルフネットワーク                           |                                                  |
| C171         | C240         | カートゥーン ネットワーク                    |                                                  |
| C172         | C272         | QVC                                          |                                                  |
| C173         | C225         | 東映チャンネル(※)                            |                                                  |
| C175         | C264         | 歌謡ポップスチャンネル                       |                                                  |
| C181         |              | Mnet※                                        |                                                  |
| C182         | C244         | アニメシアターX※                             | 2010年4月配信開始                                |
| C183         |              | ディズニー・チャンネル                       |                                                  |
| C186         | C236         | アニマルプラネット                           |                                                  |
| C188         | C258         | テレ朝チャンネル2 ニュース・情報・スポーツ   | 旧「朝日ニュースター」                           |
| C190         | C284         | 日テレプラス ドラマ・アニメ・音楽ライブ      | 2010年4月配信開始                                |
| C193         |              | FOXスポーツ&エンターテイメント               | 2013年4月配信開始 2020年3月閉局                  |
| C194         |              | FOXムービー                                  | 2013年4月配信開始 2021年1月閉局                  |
| C195         | C223         | V☆パラダイス※                                |                                                  |
| C196         | C270         | 囲碁・将棋チャンネル                         |                                                  |
| C197         |              | KBSワールド                                  |                                                  |
|              | C219         | FIGHTING TV サムライ※                        | 2010年4月配信開始                                |
|              | C224         | WOWOWプラス 映画・ドラマ・スポーツ・音楽     | 西海テレビのみ配信                               |
|              | C230         | ファミリー劇場                               |                                                  |
|              | C237         | ミステリーチャンネル                         |                                                  |
|              | C251         | 日経CNBC                                     |                                                  |
|              | C255         | ヒストリーチャンネル                         |                                                  |
|              | C257         | BBCワールドニュース                          |                                                  |
|              | C260         | ミュージック・エア                           | 2010年4月配信開始                                |
|              | C261         | MUSIC ON! TV                                 |                                                  |
|              | C263         | MTV                                          |                                                  |
|              | C275         | 大人の趣味と生活向上◆アクトオンTV            | 2020年3月閉局                                    |
|              | C277         | 旅チャンネル                                 |                                                  |
|              | C279         | エンタメ〜テレ☆シネドラバラエティ            |                                                  |
|              | C287         | レジャーチャンネル                           |                                                  |
|              | C288         | SPEEDチャンネル                              |                                                  |
|              | C306         | FOXクラシック                                | 2013年4月配信開始 2018年9月閉局                  |

地上波デジタル放送の県外波再送信については、日本民間放送連盟の特例により福岡県の民放のみ許可された。熊本放送のデジタル再送信については、アナログ放送を直接受信できたエリアにある該当局が個別に許可を取って行う形となるが、佐賀県内では今のところ該当する局はない。

### アダルトチャンネル
以下のチャンネルは成人向けのチャンネルであるため、ギャンブル系チャンネルと共に未成年者の加入防止・契約者に対する未成年者視聴防止対策徹底が義務付けられている。なお、事業者によっては健全育成寄与のためサービスそのものを行っていない。
| チャンネル | 放送局                 |
| ---------- | ---------------------- |
| C290       | プレイボーイチャンネル |
| C291       | チャンネル・ルビー     |
| C292       | レインボーチャンネル   |
| C293       | ミッドナイト・ブルー   |
| C294       | ピンクチェリー         |
| C295       | パラダイステレビ       |